# Leonardo del Tasso

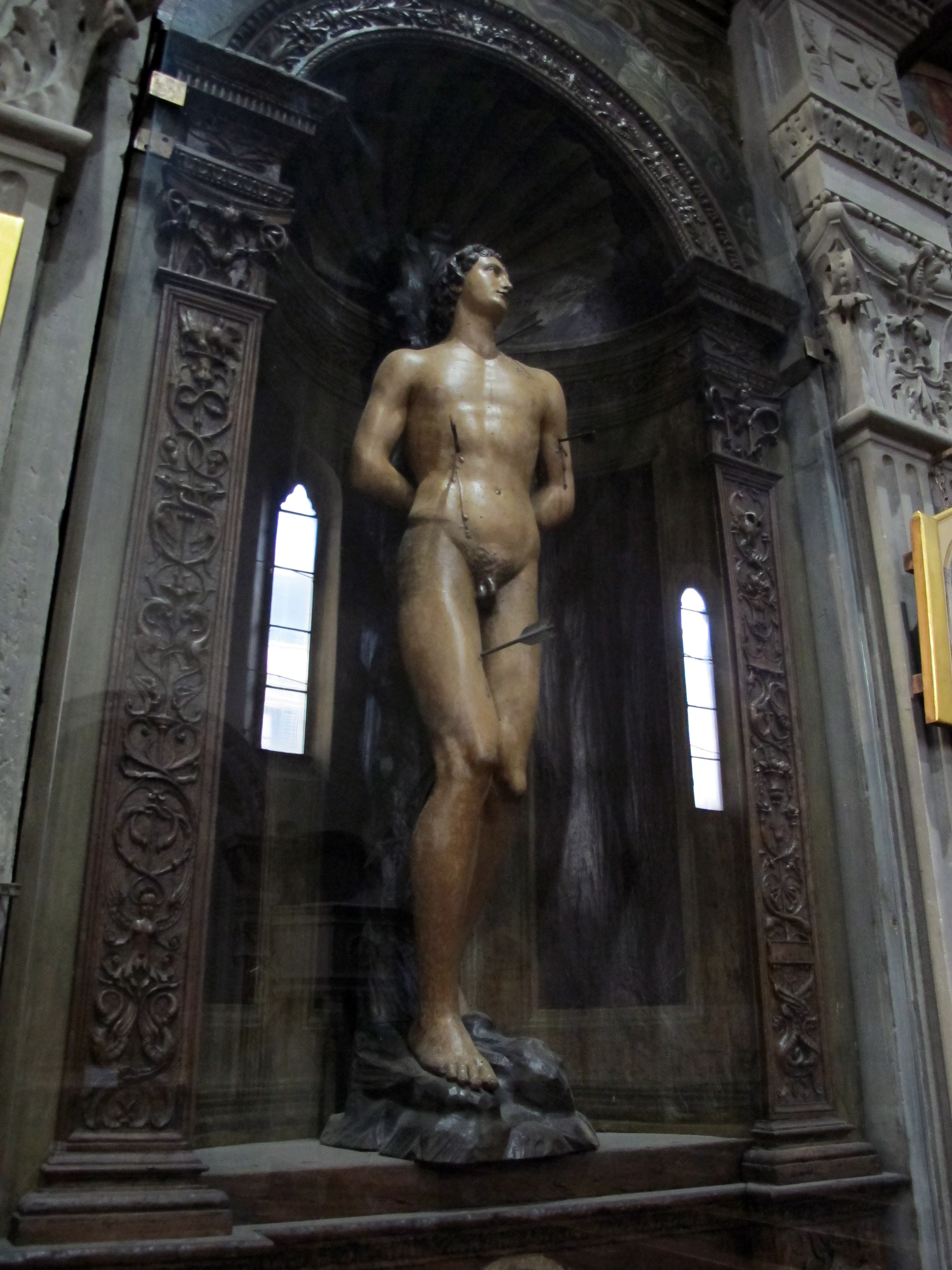
Tabernacolo di San Sebastiano nella chiesa di sant'Ambrogio

Leonardo del Tasso (Firenze, 1465 – 1500 circa) è stato uno scultore e intagliatore italiano.

## Biografia
Appartenne a una famiglia di intagliatori attivi tra XV e del XVI secolo, spesso menzionati da Vasari. Fu figlio di Chimenti il Vecchio, molto attivo nell'ultimo ventennio del XV secolo. Secondo Vasari fu allievo di Andrea Sansovino. Fu collaboratore di Benedetto da Maiano e ne ereditò la bottega alla sua morte nel 1497.
Come altri della sua famiglia fu sepolto nella chiesa di Sant'Ambrogio a Firenze. Per tale chiesa realizzò una statua lignea di San Sebastiano.

## Opere documentate
- Crocifisso ligneo nella chiesa di San Leonardo a Fossato in Val Bisenzio
- Tavola marmorea per Santa Chiara, oggi al Victoria and Albert Museum
- Tabernacolo di San Sebastiano nella chiesa di Sant'Ambrogio a Firenze
- Tomba di Francesco Della Torre in Sant'Ambrogio a Firenze (perduta)
- San Sebastiano in Santa Maria Maddalena de' Pazzi a Firenze

Recentemente è stato, da alcuni, attribuito all'artista il "crocefisso Gallino", accostato da altri studiosi a Michelangelo.